# ShVAK
El ShVAK (acrónimo en ruso de Шпитальный-Владимиров Авиационный Крупнокалиберный, Shpitalnyi-Vladimirov Aviatsionnyi Krupnokalibernyi; Cañón de gran calibre para aviones Shpitalny-Vladimirov) fue un cañón automático de 20 mm empleado por la Unión Soviética durante la Segunda Guerra Mundial. Fue diseñado por Boris Shpitalniy y Semion Vladimirov, iniciándose su producción en 1936. El ShVAK fue instalado a bordo de varios aviones de combate soviéticos. El TNSh (acrónimo en ruso de ТНШ, Tankovyi Nudel’man-Shpitalnyi; Cañón Nudelman-Shpitalnyi para tanques) fue una versión producida como armamento principal para tanques ligeros.    

## Desarrollo y producción

### ShVAK 12,7 mm

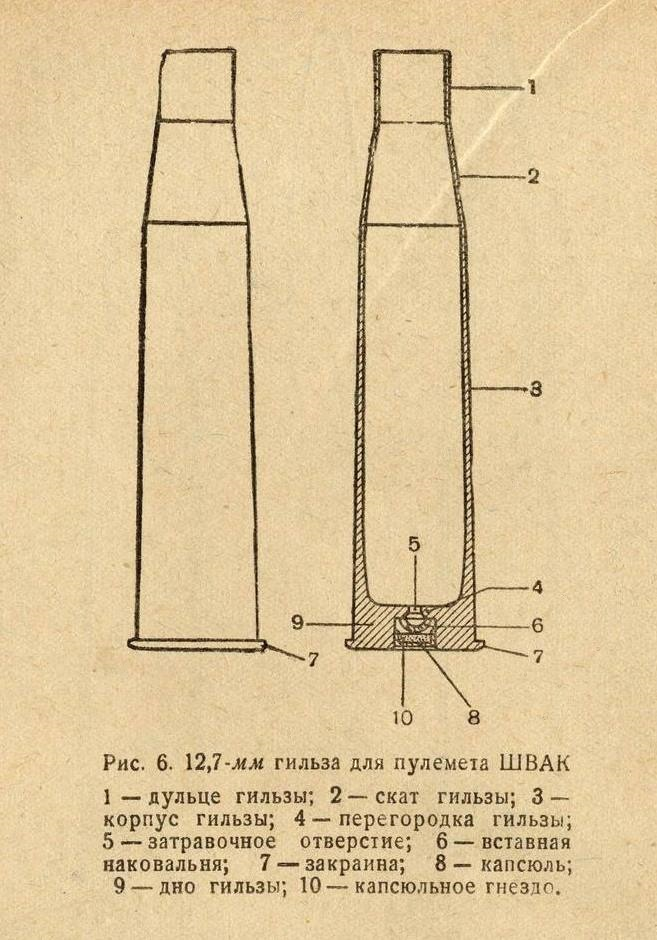
Diagrama del casquillo del cartucho 12,7 x 108 R, disparado por la ShVAK 12,7 mm.

El desarrollo de la ShVAK 12,7 mm fue una respuesta al decreto del 9 de febrero de 1931, que ordenaba a las fábricas soviéticas producir una ametralladora aérea que disparase el cartucho 12,7 x 108, el cual había sido introducido dos años antes junto a la ametralladora DShK. Semion Vladimirov, diseñador de la Fábrica de armas de Tula, respondió al decreto produciendo básicamente una versión agrandada de la ShKAS, con un cañón de 1.246 mm de largo y una longitud total de 1.726 mm. El primer prototipo estuvo listo para ser probado el 28 de mayo de 1932. El proceso de pruebas fue bastante ajustado, pero la ShVAK 12,7 mm entró en servicio en 1934.
La producción en serie oficialmente empezó en 1935, en la Fábrica INZ-2 de Kovrov, pero la producción se retrasó rápidamente porque el cajón de mecanismos de la ShVAK 12,7 mm era bastante difícil de producir. Según los registros soviéticos, de las 410 ShVAK 12,7 mm planificadas para su instalación en aviones, solamente se produjeron 86; se habían planificado 40 unidades de la versión para tanques, pero solamente 6 fueron suministradas en ese año. Un reporte de inteligencia occidental de 1952 indica que solamente se produjeron "unas cuantas" ShVAK de calibre 12,7 mm.
Otro problema que complicó la adopción de la ametralladora fue que la ShVAK 12,7 mm no disparaba el cartucho sin pestaña 12,7 x 108 que también disparaba la DShK, sino un cartucho con pestaña del mismo calibre porque su mecanismo de alimentación era una adaptación del mecanismo de la ShKAS. La producción del cartucho con pestaña de 12,7 mm cesó en 1939, cuando se decidió que la ametralladora Berezin UB era más adecuada porque disparaba el mismo cartucho que la DShK.

### ShVAK 20 mm
El ShVAK 20 mm fue diseñado entre 1935 y 1936, iniciándose su producción en serie en 1936. Pocos meses después, cesó la producción de la ShVAK 12,7 mm. Al igual que sus predecesores, el ShVAK 20 mm era accionado por los gases del disparo y alimentado mediante una cinta de eslabón desintegrable.
Según el vehículo donde serían instalados, los ShVAK eran marcados con "MP" en la versión para tanques (con una longitud de 2.122 mm y un peso de 44,5 kg), "KP" para la versión alar (1.679 mm de largo y 40 kg), "TP" para aquellos montados sobre afuste flexible (1.726 mm de largo y 42 kg) y "SP" para los cañones sincronizados.
El sistema de alimentación "jaula de ardilla" del ShVAK 20 mm era una versión mejorada de aquel empleado en la ShKAS. Podía contener 11 cartuchos y tenía una operación más suave. Al igual que la ShKAS, el propósito de la jaula de alimentación era desintegrar gradualmente los eslabones que unían los cartuchos, evitando tirar con fuerza de la cinta. El regulador de gas tipo Berthier tenía cuatro agujeros (con diámetros de 3,5 mm, 4 mm, 4,5 mm y 6 mm), que le permitían seleccionar varias cadencias de disparo. La diferencia más significativa respecto a la ShKAS fue que el cilindro de gases fue ubicado debajo del cañón en el ShVAK, haciéndolo más compacto.
El extremo del cañón estaba roscado, pudiéndosele enroscar una bocacha apagallamas cuya longitud variaba según las necesidades de la instalación:

Una de las características más resaltantes de esta arma es el método para solucionar las dificultades del fogonazo, un importante problema en todos los cañones automáticos instalados a bordo de cazas. La sencilla solución de los soviéticos fue roscar el extremo del cañón estándar y después enroscar un pesado tubo de longitud variable, cuyo diámetro era ligeramente superior al de la banda de rotación del proyectil. Esta instalación permitía que el fogonazo y el gas salgan alrededor del proyectil antes que este hubiese abandonado el cañón, no solo reduciendo el fogonazo sino que su longitud también evitaba que este y fragmentos del proyectil dañasen secciones del avión.

El reporte de inteligencia occidental de 1952 decía sobre el ShVAK 20 mm: "En relación a su potencia, el cañón es muy ligero y extremadamente compacto" y que "tiene un alcance comparable a nuestro cañón M3, aunque su versión con cañón corto es 16 libras más ligero". Sin embargo, era considerado "relativamente difícil de producir" en fábricas estadounidenses, porque era construido con piezas relativamente blandas (sin templar) que eran limadas. Se asumió que esta elección de materiales fue motivada por el deseo de permitir que las piezas se "deformen y doblen mucho antes de su rotura" para permitir una operación más segura con una alta cadencia de disparo, pero con la desventaja de una vida útil más corta del cañón.
Los archivos soviéticos indican que durante la Segunda Guerra Mundial, el ShVAK 20 mm fue producido en grandes cantidades:
- 1942 — 34.601 unidades
- 1943 — 26.499
- 1944 — 25.633
- 1945 — 13.433
- 1946 — 754

Después de la guerra, el ShVAK fue reemplazado por el Berezin B-20, que tenía un desempeño similar pero con un peso mucho menor.

## Aplicaciones
Tres cazas Polikarpov I-16, producidos en enero de 1939, fueron equipados con la versión sincronizada de la ShVAK 12,7 mm; esta corta serie recibió la designación I-16 Tipo 16. Los tres cazas pasaron con éxito las pruebas de fábrica y fueron suministrados a la Fuerza Aérea Soviética para las pruebas militares. Al cancelado Yatsenko I-28 también se le había planeado instalar dos ShVAK 12,7 mm sincronizadas, pero los pocos prototipos que volaron en el verano de 1939 lo hicieron sin armamento porque todavía no se había desarrollado un mecanismo sincronizador para su motor.
El ShVAK 20 mm fue instalado en las alas, el morro o sincronizado en los siguientes cazas: Polikarpov I-153P y Polikarpov I-16, Mikoyan-Gurevich MiG-3, Yakovlev Yak-1, Yak-3, Yak-7 y Yak-9, LaGG-3, Lavochkin La-5 y La-7, el caza nocturno Petlyakov Pe-3 y a bordo de los Hawker Hurricane modificados. También fue instalado en las alas del bombardero Tupolev Tu-2 y algunas versiones de ataque a tierra del Petlyakov Pe-2 también lo tenían instalado en montajes fijos. Algunas primeras versiones del avión de ataque a tierra Ilyushin Il-2 también iban armadas con este, pero fue reemplazado por el Volkov-Yartsev VYa-23 de 23 mm. El ShVAK 20 mm montado sobre afuste flexible fue empleado en los bombarderos Petlyakov Pe-8 y Yermolayev Yer-2.
La versión para tanques fue instalada a bordo de los tanques ligeros T-38 y T-60.

## Munición
| Designación soviética | Designación estadounidense                                   | Peso del proyectil [g] | Velocidad de boca [m/s] | Descripción |
| --------------------- | ------------------------------------------------------------ | ---------------------- | ----------------------- | --- |
| OZ                    | HEI (Incendiario de alto poder explosivo)                    | 96                     | 770                     | Espoleta en la punta, 2,8 g explosivo de alto poder + 3,3 g mezcla incendiaria |
| OZT                   | HEI-T (Incendiario de alto poder explosivo-trazador)         | 96,5                   | 770                     | Espoleta en la punta, 2,8 g explosivo de alto poder + 3,3 g mezcla incendiaria, mezcla trazadora                                                                                     |
| OF                    | HE-Frag (Alto poder explosivo de fragmentación)              | 91                     | 790                     | Espoleta en la punta, 6,7 g explosivo de alto poder, estrías de fragmentación en el proyectil                                                                                        |
| OFZ                   | HEI-Frag (Incendiario de alto poder explosivo-fragmentación) | 91                     | 790                     | Espoleta en la punta, 0,8 g explosivo de alto poder + 3,8 g mezcla incendiaria, estrías de fragmentación en el proyectil                                                             |
| BZ                    | API-HC (Antiblindaje incendiario con núcleo templado)        | 96                     | 750                     | Proyectil con camisa de acero dúctil y núcleo de acero templado, rodeado por 2,5 g de mezcla incendiaria, atornillado sobre una cápsula fulminante balística de aluminio o baquelita |
| BZ                    | API-HC                                                       | 99                     | 750                     | Como el anterior, pero con cubierta estriada de acero en la punta |
| BZ                    | API (Antiblindaje incendiario)                               | 96.0                   | 750                     | Proyectil de acero macizo, con mezcla incendiaria bajo una cubierta estriada de acero en la punta                                                                                    |
| BZT                   | API-T (Antiblindaje incendiario-trazador)                    | 96                     | 750                     | Como el anterior, pero con la mezcla trazadora en una cavidad de la base del proyectil                                                                                               |
| PU                    | TP (Proyectil de entrenamiento)                              | 96                     | 770                     | Proyectil incendiario de alto poder explosivo inerte, con espoleta simulada |
| PUT                   | TP-T (Proyectil trazador de entrenamiento)                   | 96,5                   | 770                     | Proyectil hueco con punta maciza y mezcla trazadora en una cavidad de su base |

Se registraron problemas durante el desarrollo de su munición. En algunos casos, el proyectil explotó dentro del cañón. Este problema fue resuelto en 1936, cambiando la espoleta MG-3 por la espoleta MG-201, aunque no fue completamente eliminado hasta la introducción de la espoleta K-6 en 1938, que evitaba el armado de los proyectiles hasta que estuviesen a 30 o 50 centímetros fuera del cañón.

## Usuarios
- Unión Soviética
- República de China